# Городищево (Вологодская область)
Городищево — деревня в Бабушкинском районе Вологодской области.
Входит в состав Подболотное сельское поселение, с точки зрения административно-территориального деления — в Подболотный сельсовет.
Расстояние по автодороге до районного центра села имени Бабушкина составляет 108 км, до центра муниципального образования Кокшарки — 2,5 км. Ближайшие населённые пункты — Исаково, Заборье, Ляменьга, Кокшарка.
Население по данным переписи 2002 года — 75 человек (34 мужчины, 41 женщина). Всё население — русские.
В Городищево расположены памятники архитектуры амбар Колпаковой, амбар Чежина.